# Гандбол на летних Олимпийских играх 2020 — квалификация
Квалификация на гандбольный турнир летних Олимпийских игр 2020 года проходила с ноября 2018 года по апрель 2020 года. На Играх выступят 24 команды (12 мужских и 12 женских). По 6 из 12 сборных получили право выступить на Олимпийских играх по итогам квалификационного турнира в марте и апреле 2020 года.

## Мужчины

### Квалифицированные команды
| Турнир                              | Дата                      | Место проведения            | Места | Команды            |
| ----------------------------------- | ------------------------- | --------------------------- | ----- | ------------------ |
| Принимающая страна                  | 7 сентября 2013           | Буэнос-Айрес                | 1     | Япония             |
| Чемпионат мира 2019                 | 10 — 27 января 2019       | Дания · Германия            | 1     | Дания              |
| Панамериканские игры 2019           | 26 июля — 11 августа 2019 | Перу                        | 1     | Аргентина          |
| Азиатский квалификационный турнир   | 17 — 26 октября 2019      | Катар                       | 1     | Бахрейн            |
| Чемпионат Африки 2020               | 15 — 25 января 2020       | Тунис                       | 1     | Египет             |
| Чемпионат Европы 2020               | 10 — 26 января 2020       | Австрия · Норвегия · Швеция | 1     | Испания            |
| Олимпийский квалификационный турнир | 12 — 14 марта 2021        | Подгорица                   | 2     | Норвегия Бразилия  |
| Олимпийский квалификационный турнир | 12 — 14 марта 2021        | Монпелье                    | 2     | Франция Португалия |
| Олимпийский квалификационный турнир | 12 — 14 марта 2021        | Берлин                      | 2     | Швеция Германия    |
| Всего                               |                           |                             | 12    |                    |

Команды, отобравшиеся в олимпийский квалификационный турнир, в котором в апреле 2020 года примут участие 12 сборных (остальные участники квалификационного турнира будут определены по итогам чемпионата Африки 2020 года и чемпионата Европы 2020 года):
- Чили
- Хорватия
- Франция
- Норвегия
- Германия
- Республика Корея
- Швеция
- Испания

## Женщины

### Квалифицированные команды
| Турнир                              | Дата                        | Место проведения | Места | Команды             |
| ----------------------------------- | --------------------------- | ---------------- | ----- | ------------------- |
| Принимающая страна                  | 7 сентября 2013             | н/д              | 1     | Япония              |
| Чемпионат Европы 2018               | 29 ноября — 16 декабря 2018 | Франция          | 1     | Франция             |
| Панамериканские игры 2019           | 26 июля — 11 августа 2019   | Перу             | 1     | Бразилия            |
| Азиатский квалификационный турнир   | 23 — 29 сентября 2019       | Китай            | 1     | Республика Корея    |
| Африканский квалификационный турнир | 26 — 29 сентября 2019       | Дакар            | 1     | Ангола              |
| Чемпионат мира 2019                 | 29 ноября — 15 декабря 2019 | Япония           | 1     | Нидерланды          |
| Олимпийский квалификационный турнир | 19 — 22 марта 2021          | Лирия            | 2     | Испания Швеция      |
| Олимпийский квалификационный турнир | 19 — 22 марта 2021          | Дьёр             | 2     | Россия Венгрия      |
| Олимпийский квалификационный турнир | 19 — 22 марта 2021          | Подгорица        | 2     | Черногория Норвегия |
| Всего                               |                             |                  | 12    |                     |

Команды, отобравшиеся в олимпийский квалификационный турнир, в котором в марте 2021 года примут участие 12 сборных:
- Россия
- Испания
- Румыния
- Аргентина
- Китай
- КНДР
- Сенегал
- Норвегия
- Черногория
- Сербия
- Швеция